# Sergej Karaulov
Sergej Nikolaevič Karaulov (in russo Сергей Николаевич Караулов?; Gulistan, 15 aprile 1982) è un ex cestista uzbeko naturalizzato russo.

## Carriera
È stato selezionato dai San Antonio Spurs al secondo giro del Draft NBA 2004 (57ª scelta assoluta).